# Корова (мультфильм)
«Коро́ва» — мультфильм, снятый на Свердловской киностудии в 1989 году по одноимённому рассказу Андрея Платонова. Одна из первых режиссёрских работ Александра Петрова. Мультфильм выполнен в технике «живопись по стеклу».

## Сюжет
В глубинке, на одном железнодорожном полустанке живёт семья. Ученик 4-го класса Вася Рубцов переживает смерть лучшего друга — любимой коровы. Мальчик вспоминает, как у них раньше была корова, как эта корова кормила всех молоком и как она мучилась, когда телёнка продали на мясо…

В конце мультфильма звучат строки из школьного сочинения Васи, который пишет:
У нас была корова. Когда она жила, из неё ели молоко мать, отец и я. Потом она родила себе сына — телёнка, и он тоже ел из неё молоко, мы трое и он четвёртый, а всем хватало. Корова ещё пахала и возила кладь. Потом её сына продали на мясо. Корова стала мучиться, но скоро умерла от поезда. И её тоже съели, потому что она говядина. Корова отдала нам всё, то есть молоко, сына, мясо, кожу, внутренности и кости, она была доброй. Я помню нашу корову и не забуду.

## Фестивали и награды
- 1989 — МКФ анимационных фильмов в Варне — Приз за лучший дебют (Александр Петров).
- 1990 — Номинация на премию Оскар (Oscar®) в Лос-Анджелесе, США.
- 1990 — Почётная награда на 40-м Международном кинофестивале в Западном Берлине (Германия).
- 1990 — Гран-при и Приз газеты «Асахи» на 3-м Международном кинофестивале в Хиросиме (Япония).
- 1991 — Приз за лучший дебют на Международном кинофестивале в Канаде в городе Оттаве.
- 1992 — Гран-при «Золотая Раковина» на Международном кинофестивале в Бомбее (Индия).
- 1994 — Государственная премия России (Александр Петров)[2].